# Juego del Mariscal de Campo
Juego de salón para ser jugado entre cuatro a diez personas, a veces hasta 20. Se ubican en círculo y se asignan de manera aleatoria rangos a los participantes en este orden: Mariscal de campo, General, Coronel, Mayor, Teniente, Sargento, Cabo, Soldado y Pelapapas. Si es necesario se pueden agregar rangos: Sargento primero, Sargento segundo, etc.
El juego comienza con el Mariscal de Campo quien selecciona a alguien así:
Mariscal de campo: El Mariscal de Campo pasando revista a sus tropas se da cuenta de que hace falta el Mayor (Aquí puede nombrar a quien quiera)
Mayor: Yo señor?
Mariscal de campo: Si señor
Mayor: No señor
Mariscal de campo: Entonces quien señor?
Mayor: El General (De nuevo aquí puede nombrar a quien quiera) señor
General: Yo señor? …
Si alguno se equivoca pasa a pelapapas, y el pelapapas asciende a Soldado y así sucesivamente. La idea es sacar de su rango al Mariscal de Campo o a quienes están por encima de rango en el juego para ascender y en la cadena.
Se puede agregar un nivel de dificultad al juego haciendo que los grados inferiores se pongan de pie ante los superiores.
- Datos: Q5954265